# 진짜 진짜 좋아해 (영화)
"진짜 진짜 좋아해"는 1978년에 개봉한 대한민국 영화이다.

## 캐스팅
- 최불암: 지영의 아빠 역
- 김현
- 임예진: 지영 역
- 정운용
- 조태윤
- 박재호
- 이자영
- 조덕성
- 김지영
- 윤일주
- 한순옥
- 정창규
- 곽진영
- 최영서
- 백진주
- 김이호
- 김예숙
- 박종설